# Hypena
Hypena là một chi bướm đêm thuộc họ họ Erebidae. Chi này gồm các loài thuộc Bomolocha cũ. Chúng không di cư, qua mùa đông dưới dạng nhộng.

## Các loài
Còn tồn tại:
- Hypena abalienalis Walker, 1859
- Hypena abjuralis Walker, 1859
- Hypena abyssinalis Guénée, 1854
- Hypena annulalis Grote, 1876
- Hypena appalachiensis (Butler, 1987)
- Hypena atomaria (Smith, 1903)
- Hypena baltimoralis Guénée, 1854
- Hypena bijugalis Walker, 1859
- Hypena californica Behr, 1870
- Hypena conscitalis Walker, 1866
- Hypena crassalis - Beautiful Snout (Fabricius, 1787)
- Hypena deceptalis Walker, 1859
- Hypena decorata J. B. Smith, 1884
- Hypena degasalis Walker, 1859
- Hypena edictalis Walker, 1859
- Hypena eductalis Walker, 1859
- Hypena euryzostra Turner, 1932
- Hypena gonospilalis Walker, 1866
- Hypena gypsospila Turner, 1903
- Hypena henloa hoặc Hypena heuloa (Smith, 1905)
- Hypena hoareae Holloway, 1977
- Hypena humuli Harris, 1841
- Hypena incognata Bethune-Baker, 1908
- Hypena isogona Meyrick, 1889
- Hypena labatalis Walker, 1859
- Hypena laceratalis Walker, [1859]
- Hypena lividalis (Hübner, 1796)
- Hypena madefactalis Guénée, 1854
- Hypena manalis Walker, 1859
- Hypena mandatalis Walker, 1859
- Hypena masurialis Guénée, 1854
- Hypena minualis Guénée, 1854
- Hypena modestoides Poole, 1989 (=Hypena modesta J. B. Smith, 1895)
- Hypena munitalis Mann, 1861
- Hypena neoeductalis Lafontaine & Schmidt, 2010 (=Hypena (Bomolocha) eductalis Hampson, 1895)
- Hypena obesalis - Paignton Snout Treitschke, 1828
- Hypena obsitalis (Hübner, 1813)
- Hypena obsoleta Butler, 1877
- Hypena opulenta (Christoph, 1877)
- Hypena orthographa Turner, 1932
- Hypena palpalis (Hübner, 1796)
- Hypena palparia Walker, 1861
- Hypena pelodes Turner, 1932
- Hypena porrectalis Fabricius, 1794
- Hypena proboscidalis - Snout (Linnaeus, 1758)
- Hypena ramstadtii (Wyatt, 1967)
- Hypena rostralis - Buttoned Snout (Linnaeus, 1758)
- Hypena scabra Fabricius, 1798
- Hypena simplex (Lucas, 1895)
- Hypena sordidula Grote, 1872
- Hypena strigata (Fabricius)
- Hypena subidalis Guenée, 1854
- Hypena subvittalis Walker, 1866
- Hypena sylpha Butler, 1887
- Hypena umbralis (Smith, 1884)
- Hypena variabilis Druce, 1890
- Hypena vega (Smith, 1900)
- Hypena vetustalis Guénée, 1854

Tuyệt chủng:
- Laysan Dropseed Noctuid Moth (Hypena laysanensis)
- Hilo Noctuid Moth (Hypena newelli)
- Lovegrass Noctuid Moth (Hypena plagiota)
- Kaholuamano Noctuid Moth (Hypena senicula)

## Hình ảnh

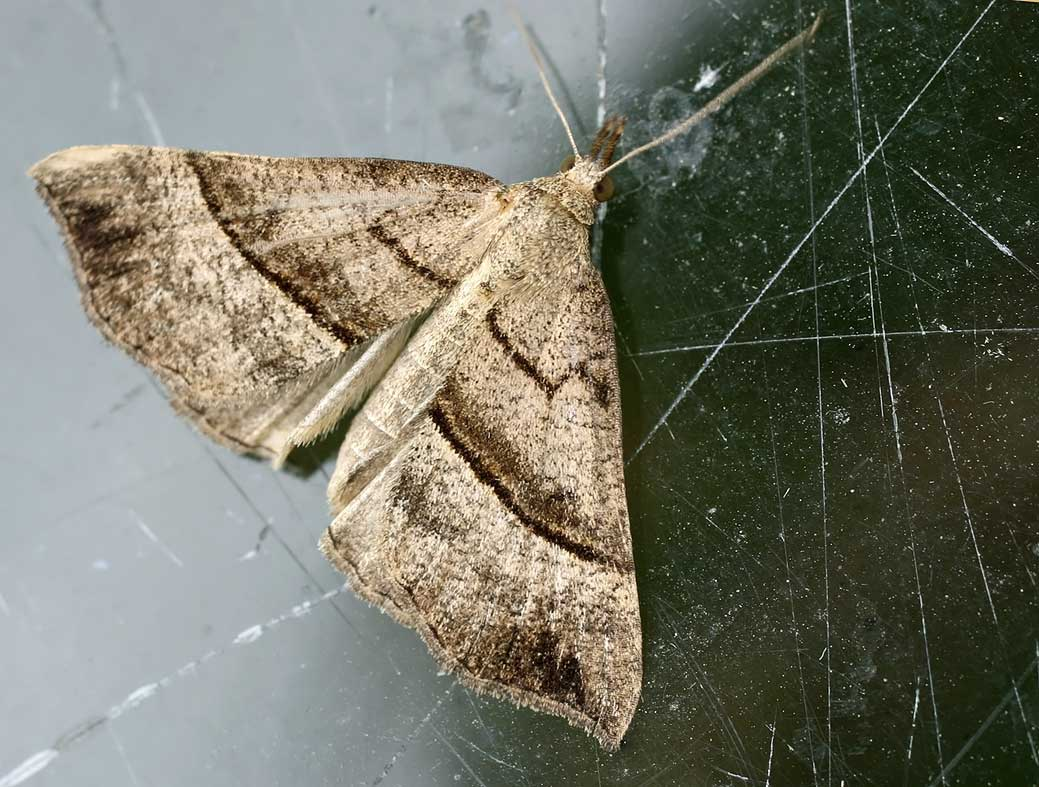
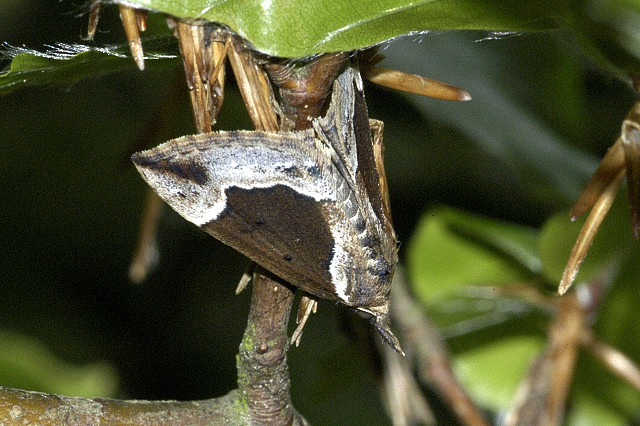
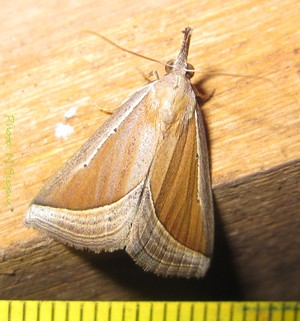
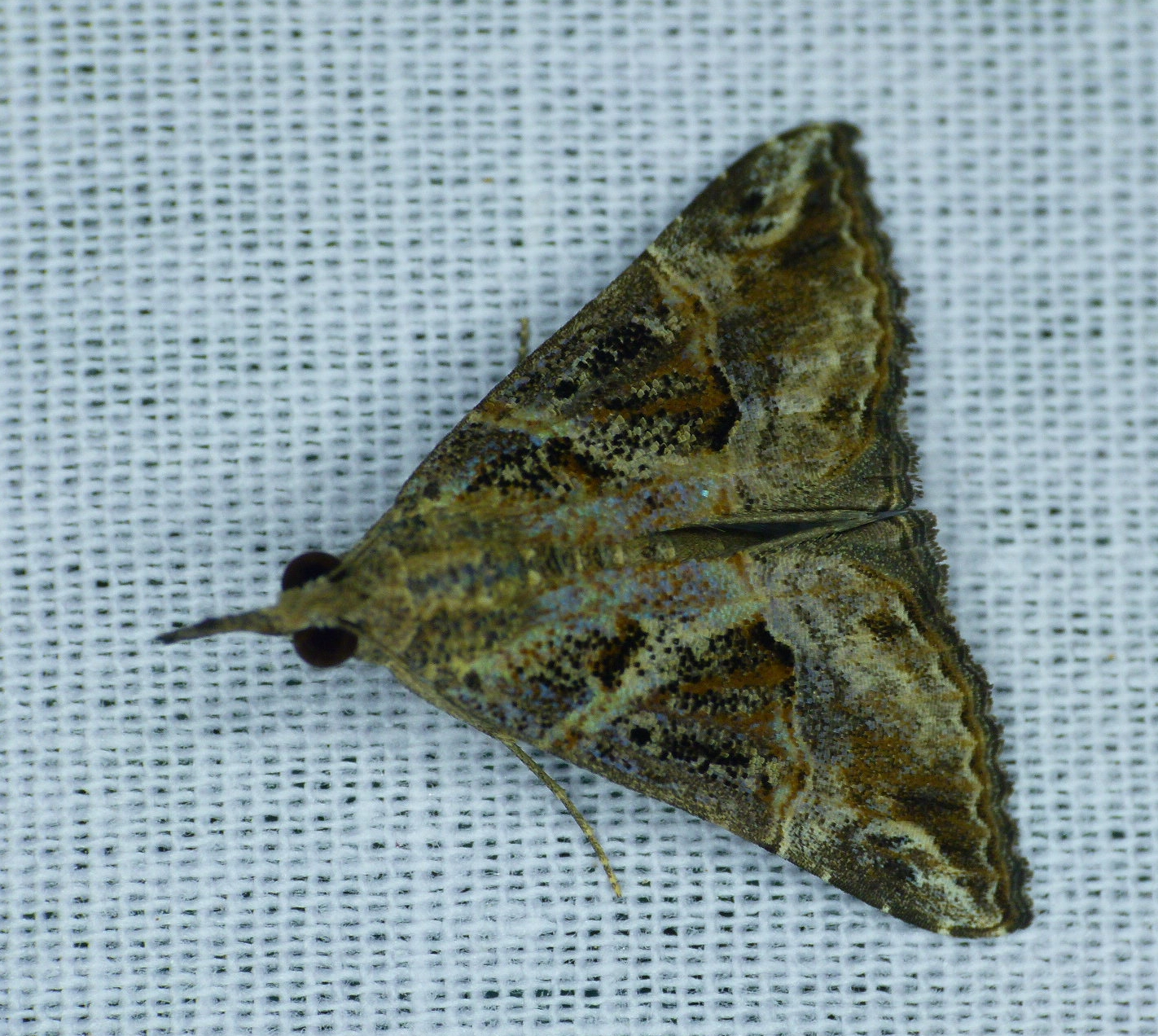